# 위닉스
주식회사 위닉스(영어: Winix)는 경기도 시흥시에 본사를 둔 생활가전 기업이다.

## 역사
1973년 9월 1일에 설립되었으며, 2000년 10월 코스닥 시장에 상장하였다.
2024년 5월 17일, 양양국제공항을 허브로 하는 저비용 항공사인 플라이강원의 조건부 인수자로 위닉스가 선정되었으며, 동년 6월 3일 최종 인수 예정자로 결정되었고 파라타항공으로 2025년 8월부터 운항 개시를 할 예정이다.